# Julio Moreno
Julio Moreno Mogollón (12 juni 1995) is een Ecuadoraans autocoureur.

## Carrière
Moreno begon zijn autosportcarrière in 2012 in de Formule Ford, waarbij hij zijn debuut maakte in de Britse Formule Ford voor het team JTR. Hij won één race op de Nürburgring en eindigde met vier andere podiumplaatsen achter Antti Buri, Jake Cook en Eric Lichtenstein als vierde in het kampioenschap met 416 punten.
In 2013 stapte Moreno over naar de Formule Renault 2.0 NEC, waarin hij opnieuw voor JTR uitkwam. Zijn beste resultaat was een achtste plaats op Silverstone en met zes andere puntenfinishes eindigde hij als 25e in het kampioenschap met 48 punten.
In 2014 bleef Moreno in de Formule Renault 2.0 NEC rijden, maar stapte hij over naar het team Manor MP Motorsport. Zijn beste resultaat was een twaalfde plaats op Spa-Francorchamps en met twaalf andere puntenfinishes eindigde hij als 22e in het kampioenschap met 62 punten. Daarnaast nam hij als gastrijder voor Manor MP ook deel aan de raceweekenden op Spa-Francorchamps en de Nürburgring in de Eurocup Formule Renault 2.0.
In 2015 maakt Moreno zijn Formule 3-debuut in het Europees Formule 3-kampioenschap voor het team ThreeBond with T-Sport.